# Jeg er en flygtning
Jeg er en flytning (originaltitel I Am a Fugitive from a Chain Gang er en amerikansk kriminalfilm fra 1932. Filmen er instrueret af Mervyn LeRoy og har Paul Muni i hovedrollen som en uretmæssigt dømt fange i en Chain gang der flygter til Chicago. Filmen havde premiere i USA 10. november 1932. Filmen fik positive anmeldelser og var nomineret til 3 Oscars inklusiv bedste film.
Manuskriptet blev skrevet af Howard J. Green og Brown Holmes baseret på Robert Elliott Burns selvbiografi, I Am a Fugitive from a Georgia Chain Gang!. Denne sande historie lagde senere grund til tv-filmen The Man Who Broke 1,000 Chains fra 1987 med Val Kilmer i hovedrollen.
I 1991 blev filmen valgt til bevarelse i National Film Registry af Library of Congress for at være "kulturelt, historisk eller æstetisk signifikant".